# 忍城の戦い
忍城の戦い（おしじょうのたたかい）は、成田氏の本拠である武蔵国の忍城（現在の埼玉県行田市）を巡って発生した戦である。
この城を巡っては、忍氏との文明年間（1469年から1487年。または延徳元年（1489年））の戦い、古河公方・足利政氏との享禄年間頃（1531年以前）の戦い、関東地方において勢力を拡大しつつあった後北条氏と関東管領・上杉氏との対立抗争に伴い発生した天文22年（1553年）と永禄2年（1559年）の戦い、豊臣秀吉の小田原征伐に伴い発生した天正18年（1590年）の戦いなど、数度にわたって攻城戦が繰り広げられたが、本項目では、天正18年（1590年）6月16日から7月16日にかけて行われた戦いについて詳述する。
忍城の水攻めは備中高松城の戦い、太田城の戦いととも日本三大水攻めのひとつに数えられる。

## 経緯
成田氏代々の居城であった忍城はその周囲に元荒川・星川が流れていて自然の堀をなし、関東七名城の一つに数えられていた。豊臣秀吉は四国征伐や九州征伐で長宗我部氏や島津氏を配下とすると、天下統一に向け今度は関東平野に広大な領土を獲得していた後北条氏に目を付けた。秀吉は徳川家康を介して上洛を促すが北条氏政は拒否し、小田原攻めが決定した。この報を聞いた成田氏当主・成田氏長と成田泰親は北条家の上使の催促を受け、2月12日に300余騎を率いて小田原城に向けて出陣し小田原に籠城していたため、忍城には忍城代成田泰季やその嫡男の成田長親と正木丹波をはじめとする成田家家臣団や甲斐姫らが籠城することになった。

### 成田軍の配置
忍城の各所には以下の諸将が配置され、それぞれが持ち場を守った。
本丸
- 成田肥前守泰季
  - 善照寺向用斎
  - 須加修理亮泰隆
  - その他成田家一門

二の丸
- 成田大蔵大輔長親 ( 泰季の嫡男 )
  - 成田近江守泰徳 ( 泰季の弟 )
  - 玉ノ井中務丞
  - 千葉十郎
  - 上杉岩松斎
  - 手島美作守
  - 蘇我兵庫助
  - 上杉竹知丸
  - 足利道永
  - その他

大手口
- 松岡豊前守
- 山田河内守
  - 島田出羽
  - 吉野源三郎
  - 坂本将監
  - 萩野伝右衛門
  - 福島勘解由
  - 松岡因幡
  - 安達五郎左衛門
  - 行田半蔵
  - 猪子豊後左衛門
  - 上田東馬
  - 馬場覚右衛門
  - 保田伯耆
  - 寺田弥三兵衛
  - 跡部内蔵丞
  - 梶原弥平
  - 渡辺善八郎
  - 三平大蔵
  - 吉野源太左衛門
  - 吉野源七郎
  - 福田治部右衛門
  - 今村佐渡
  - 松岡丹波
  - 上田内膳
  - 楢和多八郎左衛門
  - 跡部勘七郎
  - 上田内記
  - 武部左衛門
  - 豊島弥五郎
  - 保田兵部左衛門
  - 押金千蔵
  - 跡部新人
  - 谷沢式部
  - 三浦十兵衛

その他足軽214人
百姓など合計500余人
長野口
- 吉田和泉守
- 柴崎和泉守
  - 成澤庄五郎
  - 三田加賀
  - 三田治郎兵衛
  - 秋山惣右衛門
  - 後藤越後
  - 栗原図書
  - 水野九郎左衛門
  - 吉田新四郎
  - 酒田九八郎
  - 西保隼人助
  - 安藤孫左衛門
  - 八屋又四郎
  - 伴 数馬
  - 渋川監物
  - 渋川幾五郎
  - 柳田杢兵衛
  - 鎌田治郎左衛門
  - 山野勘九郎
  - 佐戸山新九郎
  - 清水下野
  - 水野帯刀
  - 水野八三
  - 酒田大四郎
  - 西保惣九郎
  - 西保太郎左衛門
  - 浅世孫右衛門
  - 伴伊織
  - 池黒治朗太夫
  - 渋川籐兵衛
  - 渋川外記之助

その他足軽30余人
町民百姓など合計300余人
佐間口
- 正木丹波守
  - 福島主水
  - 内田源六
  - 白河大乗院
  - 市川三左衛門
  - 皆野源七郎
  - 樋口茂助
  - 禰津市兵衛
  - 都築荒之助
  - 梁田肥後次郎
  - 新津但馬
  - 福井五郎左衛門
  - 竹内伊賀
  - 松本平吉郎
  - 岩城庄三郎
  - 樽川六郎左衛門
  - 亀井越前
  - 長谷部隼人助
  - 内田三郎兵衛
  - 櫻井文右衛門
  - 横堀勧兵衛
  - 蟹 与兵衛
  - 樋口十郎左衛門
  - 石井弾正
  - 都築甚太郎
  - 筑田越前
  - 簗田彦次郎
  - 野川伝吉
  - 竹内山城
  - 松本市太夫
  - 宿屋式部
  - 青木文吉
  - 井上太郎次郎
  - 小宅三左衛門

その他足軽40余人
百姓町民ら合計430余人
下忍口
- 本庄越前守泰展
- 別府三郎左衛門顕清
- 酒巻右衛門次郎
  - 手島采女
  - 櫻井藤十郎
  - 土屋大学
  - 小沼但馬助
  - 尻高左京
  - 下田修理
  - 朝田内蔵助
  - 阿部文太夫
  - 早川伝左衛門
  - 薄井木工左衛門
  - 北條忠兵衛
  - 伊坂 宮内
  - 弓削田九郎左衛門
  - 山田又左衛門
  - 山田新藤六
  - 美濃部内蔵
  - 四分一筑後
  - 矢澤玄蕃允
  - 堀 勧五郎
  - 丹生式部丞
  - 尻高監物
  - 日根飛騨
  - 正木太郎
  - 朝田宮内
  - 竹内伊勢
  - 早川伝右衛門
  - 北條忠次郎
  - 関 大膳
  - 古橋又右衛門
  - 弓削田斎宮
  - 山田弟右衛門
  - 今泉右近兵衛
  - 玉ノ井千弥
  - 星野外記
  - 黒金与十郎
  - 安桐助左衛門
  - 松崎弥蔵
  - 野沢金十郎
  - 諏訪小助
  - 海老瀬久助
  - 音覚寺入部
  - 羽太源左衛門
  - 坂田新六郎

その他足軽100人
町民百姓など合計670余人
大宮口
- 齊藤右馬助
  - 小島右京
  - 下山上総
  - 松岡十兵衛
  - 三田庄太夫
  - 根岸弥次郎
  - 江里川左京
  - 山崎九蔵
  - 一色大蔵
  - 久保主水
  - 内田掃部
  - 下部右京
  - 外池源太左衛門
  - 鈴木主税
  - 平賀又四郎
  - 布施田弥兵衛
  - 佐藤弥市郎
  - 池入喜八郎
  - 富岡三河助
  - 根岸大助
  - 江里川元左衛門
  - 岡部兵部五郎
  - 門井主水
  - 一色藤兵衛
  - 野本郡司
  - 大須藤十太夫
  - 外池八郎太夫
  - 岡田雅学次郎

その他足軽25人
町民百姓など合計230余人
持田口
- 新田常陸守
- 久々宇大和守
  - 妻木彦左衛門
  - 農見大隅
  - 島村安芸
  - 天加須主殿
  - 宮原勧五郎
  - 宮原勘兵衛
  - 宮原勘之助
  - 黒谷軍平
  - 岩松内記
  - 秋山内蔵
  - 吉岡右衛門平
  - 柿沼治助
  - 平賀筑前
  - 矢吹弥右衛門
  - 池田摂津
  - 伊草帯刀
  - 川上久左衛門
  - 三宿虎之助
  - 溝口外記
  - 溝口内記
  - 三島勘助
  - 矢島左京
  - 大胡弥三郎
  - 木村権之助
  - 六十里兵部
  - 早川右馬
  - 七里金五右衛門
  - 長塩囚獄
  - 松本織部
  - 長瀬伝六
  - 星野新八

その他足軽45人
雑兵270余人
持田口 出張
- 市田太郎長兼
  - 横田近江
  - 下宮出雲
  - 岡野主税助
  - 鹿子田淨心
  - 南高勘解由
  - 南高集計
  - 玉無兵部助
  - 下河辺四平
  - 市橋三吉
  - 柴崎藤次兵衛
  - 山陰彦内
  - 石川内匠
  - 熱田伊勢
  - 乙女伝吉
  - 桑原仁助
  - 末松孫次郎

その他足軽24人
雑兵130余人
皿尾口
- 成田土佐守
  - 松橋内匠
  - 安藤治部左衛門
  - 平山六左衛門
  - 丹生民部
  - 菊地新太郎
  - 杉本備後
  - 太田弾正左衛門
  - 太田右衛門兵衛
  - 杉原与七
  - 石原源兵衛
  - 朝間久里猪惣次
  - 大塚上総
  - 仁木平蔵
  - 篠塚山城
  - 宮原左近
  - 長瀬与七郎
  - 道橋駿河
  - 壬生帯刀
  - 杉本大助
  - 杉本五郎左衛門
  - 岩瀬半兵衛
  - 太田十五兵衛
  - 石原太郎左衛門
  - 石原庄九郎
  - 二本松寸戸左衛門
  - 岩手山小平六
  - 中院玄蕃

その他足軽30人
雑兵250余人
皿尾口 出張 
- 田山又十郎 
  - 鹿子田斎宮
  - 佐野浦玄人
  - 中條数馬
  - 毛利五郎助
  - 匈埼弾正
  - 亀井数度右衛門
  - 久保田新兵衛
  - 樋口善左衛門
  - 玉木彦内
  - 玉木彦三郎
  - 阿州帯刀
  - 根岸数馬
  - 簗瀬信濃
  - 岩倉善助
  - 岩倉善太郎
  - 戸ヶ崎彦太郎
  - 車葉勇八
  - 右衛門定平
  - 仁平尼内

その他足軽20余人
雑兵120余人
北谷口
- 栗原十郎兵衛
  - 藤井右馬助
  - 沼野兵庫
  - 片貝門徒
  - 片貝徳助
  - 山内彦三郎
  - 山本但馬
  - 牧野式部
  - 堀口喜左衛門
  - 飯塚源之丞
  - 久々宇弥八
  - 藤井大学助
  - 横田大学
  - 江田主水
  - 片貝四郎兵衛
  - 山内彦太郎
  - 佐藤間勘左衛門
  - 川上雅楽
  - 神島弥吉郎
  - 川瀬力弥
  - 久須川美濃次郎
  - 由利源左衛門

その他足軽30余人
雑兵240人
遊軍
- 酒巻靱負之助詮稠
  - 佐々満十郎
  - 栗原摂津
  - 加藤五郎兵衛
  - 吉野織部
  - 坂本主水
  - 鈴木弾正
  - 大木四郎左衛門
  - 佐藤大炊ノ介
  - 林野市右衛門
  - 伴近林
  - 伴 五郎太郎
  - 伴直記
  - 加藤隼人
  - 中村藤十郎
  - 中村要人
  - 吉羽彦之丞
  - 八木原織部
  - 吉羽兵部丞
  - 森 伝十郎
  - 茂松刑部
  - 野沢隼人
  - 五十子出羽
  - 山谷茂兵衛
  - 荒木越前
  - 風間伊予
  - 風間与次兵衛
  - 野沢権之助
  - 下官伊兵衛
  - 小山田右衛門
  - 成田三蔵
  - 内田万作
  - 荻野摂津

その他足軽若干名

### 水攻め前

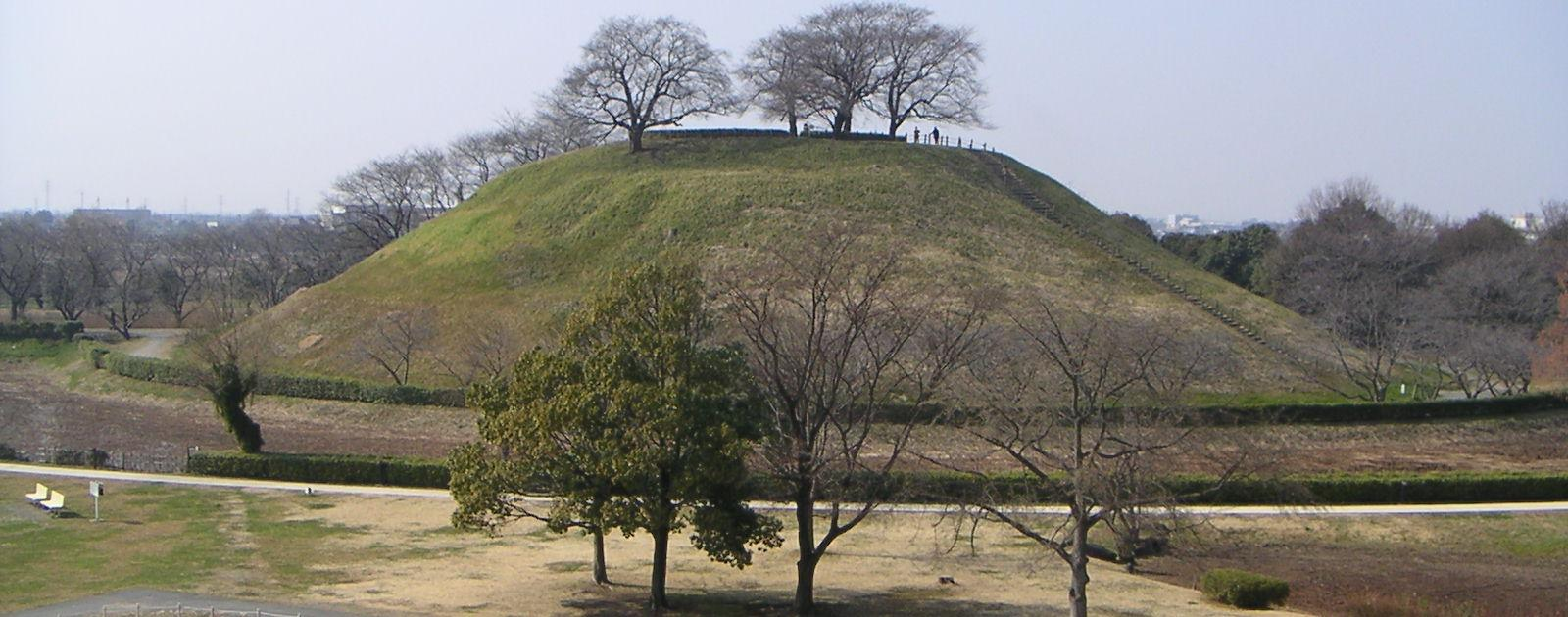
石田三成が布陣した丸墓山古墳

豊臣軍は館林城・忍城を攻略するために、6月5日頃に石田三成・大谷吉継・長束正家を派遣した。6月4日に三成は館林から忍へ移動し、城の大宮口に本営を設け攻撃をしたが、城の守りが固く容易に陥らなかった。当初は6月8日頃に前田利家・上杉景勝・真田昌幸ら北国勢と、浅野長政や木村重茲・徳川勢の浅野隊が合流し、彼ら主導で忍城攻撃が行われたが、忍城は沼や河川を堀として効果的に利用した堅城であり、豊臣軍は攻めあぐねた。6月12日に秀吉から石田三成に水攻めをするように指示があり、翌13日、北国勢と浅野隊は離脱し鉢形城攻めに向かった。石田は浅野長政と木村重茲両名に、忍城攻撃の指図を仰いでいる。
鉢形城は6月14日に降伏開城し、浅野長政と真田昌幸は忍城包囲軍に戻った。
6月17日に三成は丸墓山古墳に陣を構え、大谷吉継・長束正家・直江兼続・佐竹義宣・宇都宮国綱など配下の軍勢により忍城を包囲した

### 水攻め

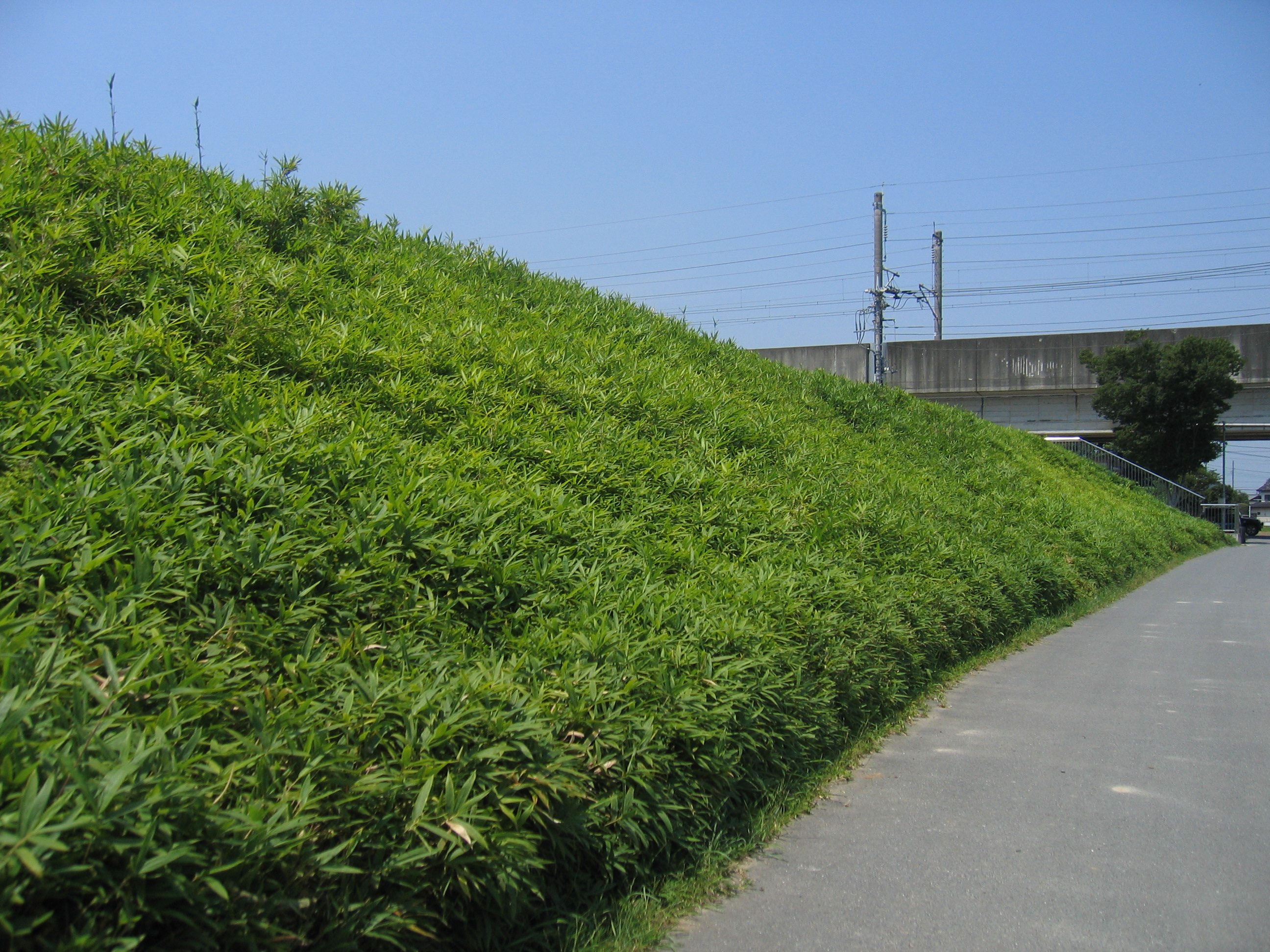
現在の石田堤

豊臣方の石田三成は、城攻めが上手くいかないので、近くの小山に登り地形を鳥瞰して研究し、備中高松城の戦いに倣って水攻めにしようと考え付いた、と『関八州古戦録』や『成田記』には記されている。実際には三成が水攻めに批判的で､もっと積極的な攻撃が必要とする書状を6月12日に送ったのに対し、秀吉が改めて、三成に水攻めの注意点を事細かに指示した書状を送っている。これらの同時代史料から見る限り､水攻めを主導したのは秀吉であって､三成ではない。すなわち、秀吉は完全なる殲滅戦を意図しておらず、終始水攻めを命じ、三成はそれを実行していたに過ぎない。さらに、6月13日に三成が浅野長政と木村重茲に出した書状を見ると、三成は具体的な戦術については、浅野の指示をたびたび仰いでいるという事実が確認される。具体的な方策として、三成は城を中心に南方に半円形の堤防を築くことにした。近辺の農民などに昼は米一升に永楽銭六十文、夜は米一升に永楽銭百文を与え昼夜を問わず工事を行い、4～5日という短期間で堤防を築いた。全長28キロメートルにもなる石田堤と呼ばれる堤防を築き、利根川の水を利用した水攻めが始まった。ところが予想に反して本丸が沈まず、まるで浮いているかの様に見えたことから忍の浮き城と呼ばれた。
6月18日、降り続いた豪雨の影響で本丸まで水没しそうになったが、これを防ぐ為に下忍口守備の本庄泰展は配下の脇本利助、坂本兵衛らを堤防破壊に向かわせた。2人は夜半に城を抜け出し、堤防を2箇所破壊、これにより大雨で溜まりに溜まった水が溢れ出し、豊臣軍約270人が死亡、これにより水の抜けた忍城周辺は泥沼の様になり、馬の蹄さえ立たない状況になった。

### 援軍の到着と総攻撃
7月はじめには浅野長政らが、7月6日頃には上杉景勝・前田利家らが攻城軍に加わったが､それでも忍城は落城しなかった。なお攻城戦終盤や戦後処理では石田三成ではなく、浅野長政が主導的な役割を果たしていくことになる。

### 開城
7月5日、小田原城が降伏・開城し後北条氏は滅亡、他の北条方の支城もことごとく落とされ、未落城の城は忍城のみとなっていた。成田氏長が秀吉の求めに応じて城兵に降伏をすすめたので、遂に7月16日、忍城は開城した。この戦いは軍記物では三成の築城が強調され、「石田堤」の呼称とともに攻防戦の「歴史像」を形成していったと言えると評価されている。

## その後
成田長親
成田泰季の急死により総大将となった長親であったが、小田原征伐後は氏長とともに会津の蒲生氏郷のもとに一時身を寄せたのち、下野国烏山へと移り住むが氏長と不和になり出奔。出家して「自永斎」と称し、晩年は尾張国に住んだ。
甲斐姫
甲斐姫は自ら鎧を纏い戦ったと言われている。忍城開城の後は豊臣秀吉の側室となったが、秀吉の死後の詳細な動向は不明である。
成田氏長
小田原城に入って篭城した成田氏長だが、金900両と唐の頭18頭を要求され、更には領地没収の憂き目に会った。その後は蒲生氏郷に預けられたが、後に徳川家康により烏山藩を任せられた。しかしこの藩は内紛により孫の代で断絶した。
石田三成
石田三成はこの城攻めに失敗したことにより戦下手の烙印を押され、評判を大きく落とすこととなった。しかし失敗の原因は現地の地形を知らない秀吉の命令にあり、この戦いに参加した豊臣方の大名の大半は関ヶ原の戦いでも西軍に応じている。三成は秀吉死後も五奉行の一人として権勢を振るい徳川家康と対立、関ヶ原の戦いで敗れ斬首された。
酒巻靱負
靱負（ゆきえ）は官職名。この戦いの後、現在の埼玉県羽生市上手子林（かみてこばやし）に土着したとされる。子孫は現存しており、酒巻家に伝わる『酒巻家系図』には靱負とその弟の系譜が掲載されている。しかし『酒巻家系図』にも正確な諱は残っておらず、詮稠・靱負・靱負之助・靱負允など様々な名が伝わっている。
柴崎敦英
忍城開城後は土着したと伝わり、現在も子孫は行田市に居住している。
正木利英
忍城開城後は妻子を会津へ向かわせ、自らは出家して行田の地に残り、高源寺を開基したが、その翌年に没した。

## 逸話
2012年、映画・『のぼうの城』公開に際して成田長親の子孫と、映画中での長親役・野村萬斎、石田三成役・上地雄輔が長親の菩提寺・大光院に集結し成田長親公四百回忌特別法要が執り行われた。

## 関連作品
小説
- 『のぼうの城』（和田竜）
- 『水の城 いまだ落城せず』（風野真知雄）
- 『風来忍法帖』（山田風太郎）

映画
- 『のぼうの城』（2012年、演：野村萬斎）